# Sông Orkhon
Orkhon (tiếng Mông Cổ: Орхон гол, Orkhon gol) là một sông tại Mông Cổ. Dòng sông khởi nguồn từ dãy núi Khangai thuộc tỉnh Arkhangai và chảy về phía bắc với tổng chiều dài 1,124 km (0,698 mi) trước khi hợp dòng vào sông Selenga, dòng sông mà sau đó chảy về phía bắc đến Nga rồi đổ vào Hồ Baikal. Orkhon có chiều dài lớn hơn Selenge, và là sông dài nhất tại Mông Cổ. Các phụ lưu chính của sông Orkhon là sông Tuul và sông Tamir.
Có hai bộ di chỉ cổ dọc theo Thung lũng sông: Khar Balgas, kinh đô cổ của vương quốc Hồi Hột và Karakorum (Cáp Lạp Hòa Lâm), kinh đô cổ của Đế quốc Mông Cổ. Pyotr Kuzmich Kozlov đã khai quật được một số ngôi mộ hoàng gia Hung Nô tại khu vực Thung lũng sông.
Rất gần Orkhon là sông Ulaan Tsutgalan với một thác nước đặc trưng, mười mét chiều rộng và hai mươi mét chiều cao. Thác nước là một địa điểm du lịch được biết đến. Các loài cá trên sông Orkhon bao gồm cá chó, cá chép, cá rô, taimen và cá da trơn.
UNESCO đã đưa Thung lũng Orkhon vào trong danh sách Di sản thế giới.